# Joël (Michel-Ange)
Pour les articles homonymes, voir Joël.
Joël est une fresque (355 × 380 cm) réalisée par Michel-Ange vers 1508-1510, un élément de la décoration du plafond de la chapelle Sixtine, dans les musées du Vatican à Rome, commandée par Jules II.

## Histoire
Michel-Ange a commencé à peindre les travées de la voûte en commençant près de la porte d'entrée utilisée lors des entrées solennelles du pontife et de son entourage dans la chapelle, pour terminer par la travée au-dessus de l'autel. Joël, qui se trouve dans la première travée à partir de la porte, fait donc partie l'une des figures de la première phase du chantier achevée en 1510.

## Description et style

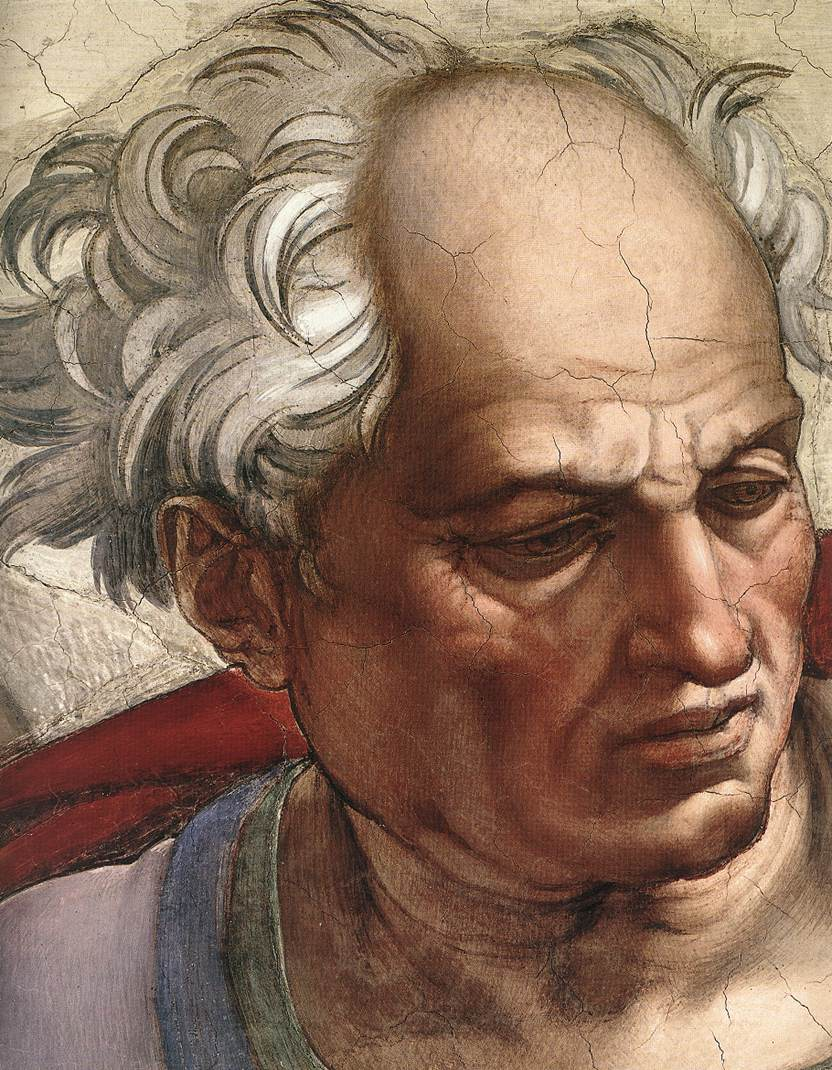
Détail.

Joël fait partie de la série des Voyants, placés sur de grands trônes architecturaux installés sur des pédicules. Chacun d'eux est flanqué d'un couple de jeunes assistants et se tient dans un grand siège de marbre, entre deux semelles avec de faux hauts-reliefs de putti disposés par paires, dans diverses positions. Leur nom (dans ce cas JOEL) est écrit sur un cartouche tenu par un putto, situé sous la plate-forme à la base du trône.
Joël a prophétisé de terribles calamités sur terre, dont l'assombrissement de la Lune et du Soleil. Certaines mentionnent un vignoble (Joël 1:12), raison peut-être pour laquelle il est placé près de la  scène  de L'Ivresse de Noé. Il est montré assis de face, déroulant et lisant attentivement un parchemin. Son visage est encadré de mèches de cheveux blancs et montre une forte concentration, tandis que la pose du corps, dramatisée par des contrastes chromatiques entre la lumière et l'ombre, manifeste une certaine tension et une énergie contenue très évidente. Il porte une tunique violet clair, avec un col vert et une fermeture à la poitrine avec une dentelle blanche, un ruban bleu sur l'épaule et une cape rouge qui tombe sur les épaules et les jambes. Des corrections sèches effectuées par l'artiste ont été trouvées le long des côtés et des bras du prophète.
Derrière lui, deux assistants, encore enfants, se parlent ; celui de droite tient un livre vert sous le bras, tandis que l'autre semble occupé à lire.

## Postérité
À l'occasion du quatrième centenaire de la mort de Michel-Ange, le 16 juin 1964, la Poste vaticane a dédié un timbre de 150 lires à cette fresque.

Détails.
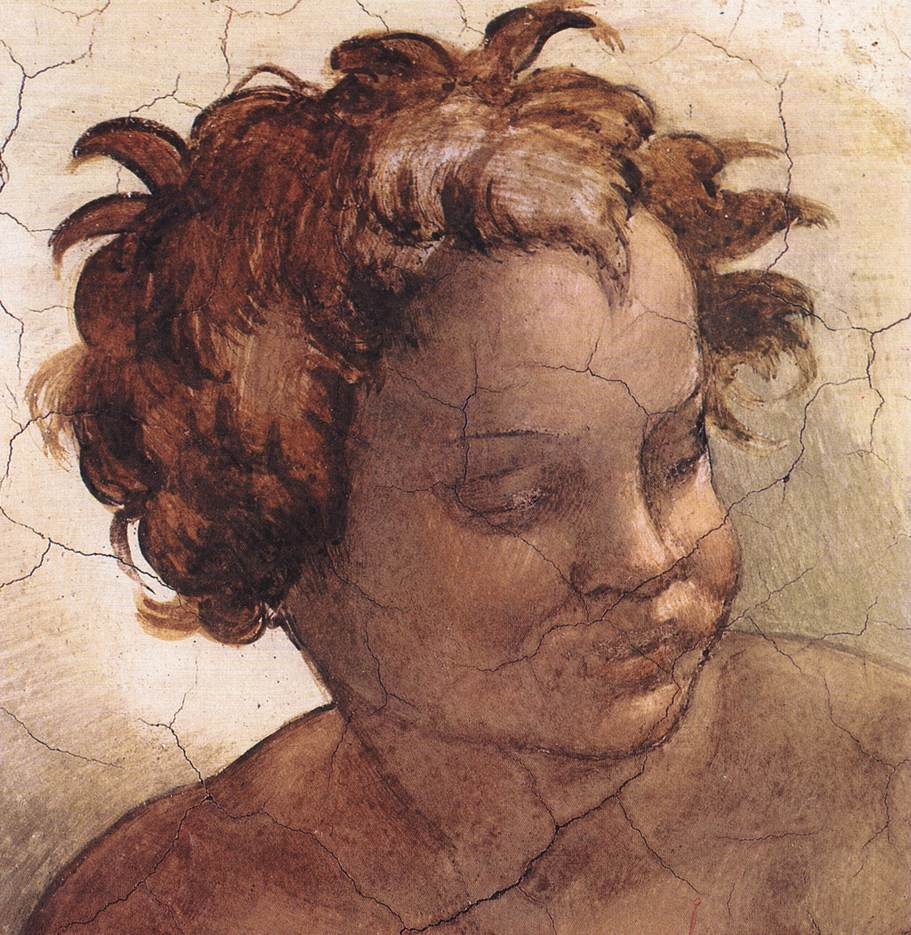
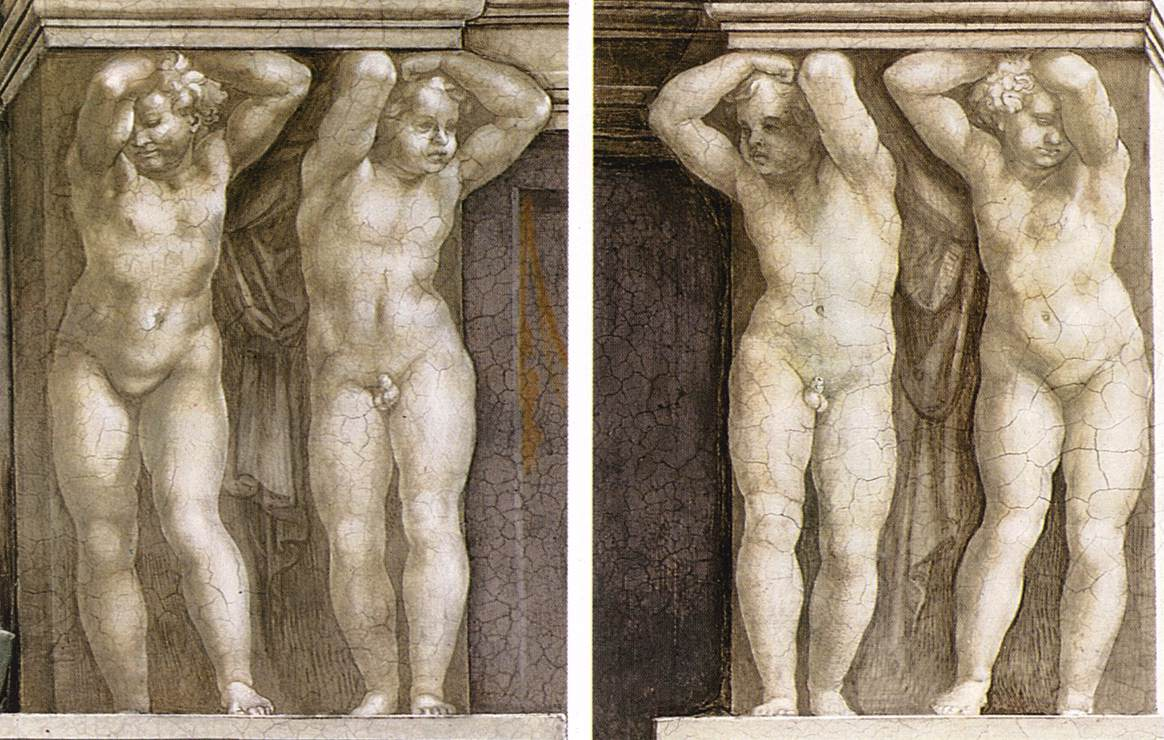
Les paires de chérubins monochromes de chaque côté du trône de Joël.
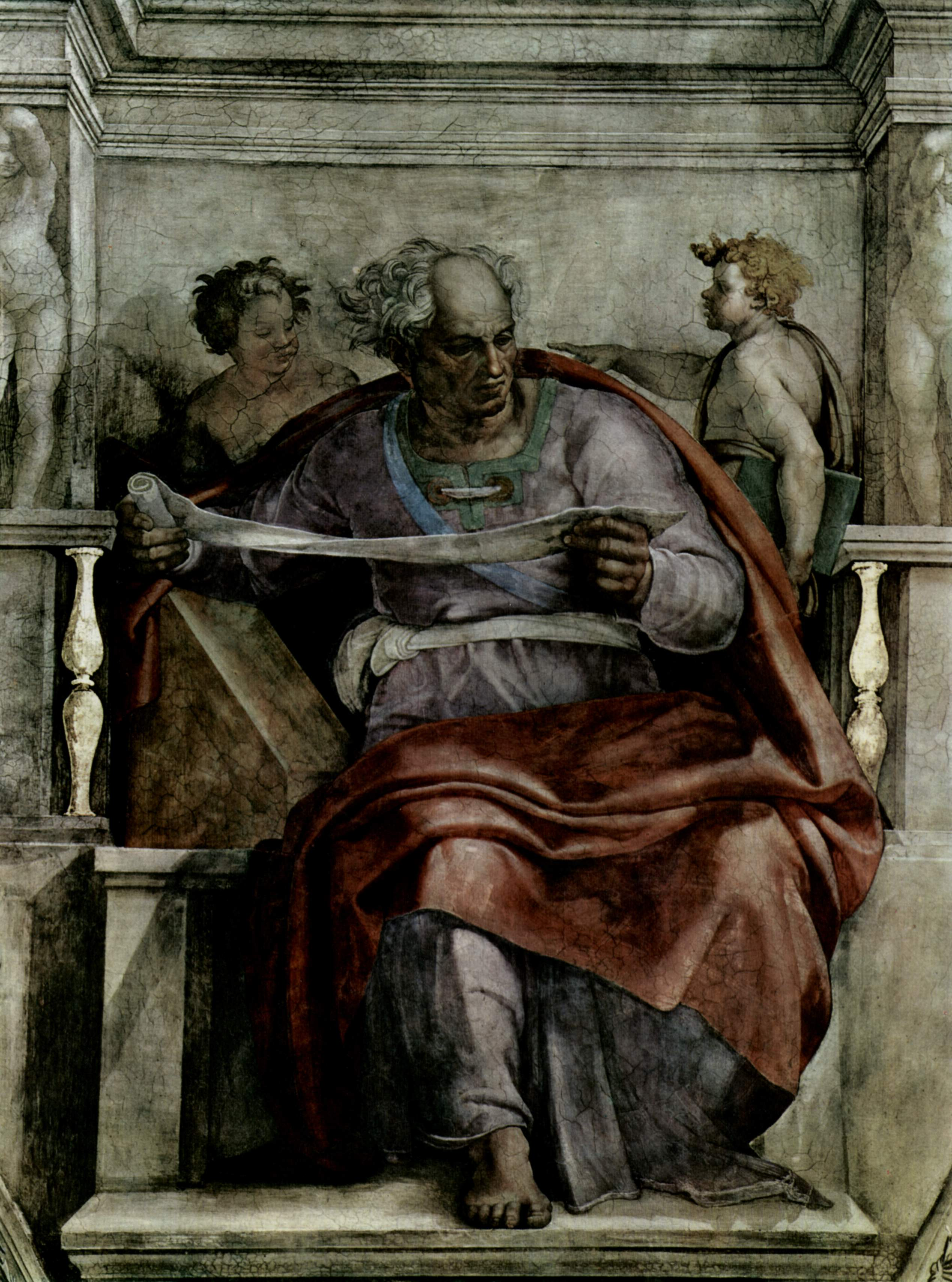
la fresque avant sa restauration.